# Linda Wagenmakers
Linda Wagenmakers (født 30. november 1975 i Arnhem) er en hollandsk sangerinde. Hun er mest kendt for sin 
optræden ved Eurovision Song Contest 2000 i Stockholm, hvor hun deltog med sangen No Goodbyes der fik en 13. plads. 
Hun har desuden medvirket i musicalen Miss Saigon, hvor hun havde rollen som Kim.